# Omloop van het Waasland 2024
De 60e editie van de Belgische wielerwedstrijd de Omloop van het Waasland vond plaats op 1 mei 2024. Titelverdediger was de Fransman Samuel Leroux. Deze editie wist hij eveneens te winnen door zijn landgenoot Pierre Barbier te verslaan in de sprint. Ploeggenoot van Leroux Rait Ärm sloot het podium af. De wedstrijd bestond allereerst uit vijf lokale rondes van vijftien kilometer. Nadien volgde een parcours van elf kilometer wat de renners achtmaal aflegden.
De wedstrijd was onderdeel van de UCI Europe Tour, voor het eerst sinds 2015.

## Uitslag
| Plaats  | Naam                  | Ploeg                               | tijd     |
| ------- | --------------------- | ----------------------------------- | -------- |
| Winnaar | Samuel Leroux         | Van Rysel-Roubaix                   | 4u02'36" |
| 2       | Pierre Barbier        | Philippe Wagner/Bazin               | z.t.     |
| 3       | Rait Ärm              | Van Rysel-Roubaix                   | z.t.     |
| 4       | Coen Vermeltfoort     | VolkerWessels Cycling Team          | z.t.     |
| 5       | Tristan Scherpenbergh | Philippe Wagner/Bazin               | z.t.     |
| 6       | Niels Vandeputte      | Alpecin-Deceuninck Development Team | z.t.     |
| 7       | Bo Godart             | Tarteletto-Isorex                   | z.t.     |
| 8       | Dylan Van Impe        | Vetrapo B-Close Cycling Team        | z.t.     |
| 9       | Thibau Dhooge         | Mini Discar Cycling Team            | z.t.     |
| 10      | Floris Van Tricht     | Israel Premier Tech Academy         | z.t.     |

1965 · 1966 · 1967 · 1968 · 1969 · 1970 · 1971 · 1972 · 1973 · 1974 · 1975 · 1976 · 1977 · 1978 · 1979 · 1980 · 1981 · 1982 · 1983 · 1984 · 1985 · 1986 · 1987 · 1988 · 1989 · 1990 · 1991 · 1992 · 1993 · 1994 · 1995 · 1996 · 1997 · 1998 · 1999 · 2000 · 2001 · 2002 · 2003 · 2004 · 2005 · 2006 · 2007 · 2008 · 2009 · 2010 · 2011 · 2012 · 2013 · 2014 · 2015 · 2016 · 2017 · 2018 · 2019 · 2020 · 2021 · 2022 · 2023 · 2024